# Hirsutella citriformis
Hirsutella citriformis är en svampart som beskrevs av Speare 1920. Hirsutella citriformis ingår i släktet Hirsutella och familjen Ophiocordycipitaceae.   Inga underarter finns listade i Catalogue of Life.